# Obrva
Obrva (cyr. Обрва) – wieś w Serbii, w okręgu raskim, w mieście Kraljevo. W 2011 roku liczyła 653 mieszkańców.